# Français blanc et noir
Pour les articles homonymes, voir Français (chien).
Le français blanc et noir est une race de chien d'origine française. C'est un grand chien courant, distingué, de construction équilibrée. La robe est blanche et noire. Issu du chien de Saintonge, le français blanc et noir a été croisé avec le poitevin et le gascon saintongeois et le type actuel est apparu au cours de la seconde moitié du XIXe siècle.

## Historique
Le français blanc et noir est issu du chien de Saintonge dont on ne connaît pas l'origine avec certitude. Apparu au cours de la seconde moitié du XIXe siècle, le français blanc et noir a été croisé avec le poitevin et le gascon saintongeois. Le grand bleu de Gascogne et le foxhound anglais ont probablement participé à la création de la race.
Le premier standard est écrit en 1957. Le cheptel est de deux mille chiens environ, donnant naissance à 300 à 400 sujets chaque année. Bien qu'elle soit la plus répandue et la plus connue des trois français, la race est rare.

## Standard
Le français blanc et noir est un grand chien d'ordre, distingué, de construction équilibrée. Le corps s'inscrit dans un carré. Assez grosse à sa naissance, la queue est portée assez haut. La tête est plutôt imposante et assez longue, en harmonie avec l'ensemble, mais sans jamais être pesante ou grossière, expressive et bien portée. Les yeux foncés lui confèrent un regard intelligent et confiant. Les oreilles, attachées à la hauteur de la ligne de l’œil, sont légèrement tournées vers l'avant.
Le poil est ras, assez fort et serré. La robe doit être obligatoirement blanc et noir, avec des taches noires plus ou moins étendues qui peuvent présenter des mouchetures bleuâtres ou de couleur feu, sur les membres. Une tache de couleur feu pâle est présente au-dessus de chaque œil, sous les yeux, sous les oreilles et à la naissance de la queue. La marque de chevreuil à la cuisse est assez fréquente.

## Caractère
Le français blanc et noir est une race de chien décrite comme amicale, proche de l'homme et facile au chenil par le standard FCI.

## Utilité

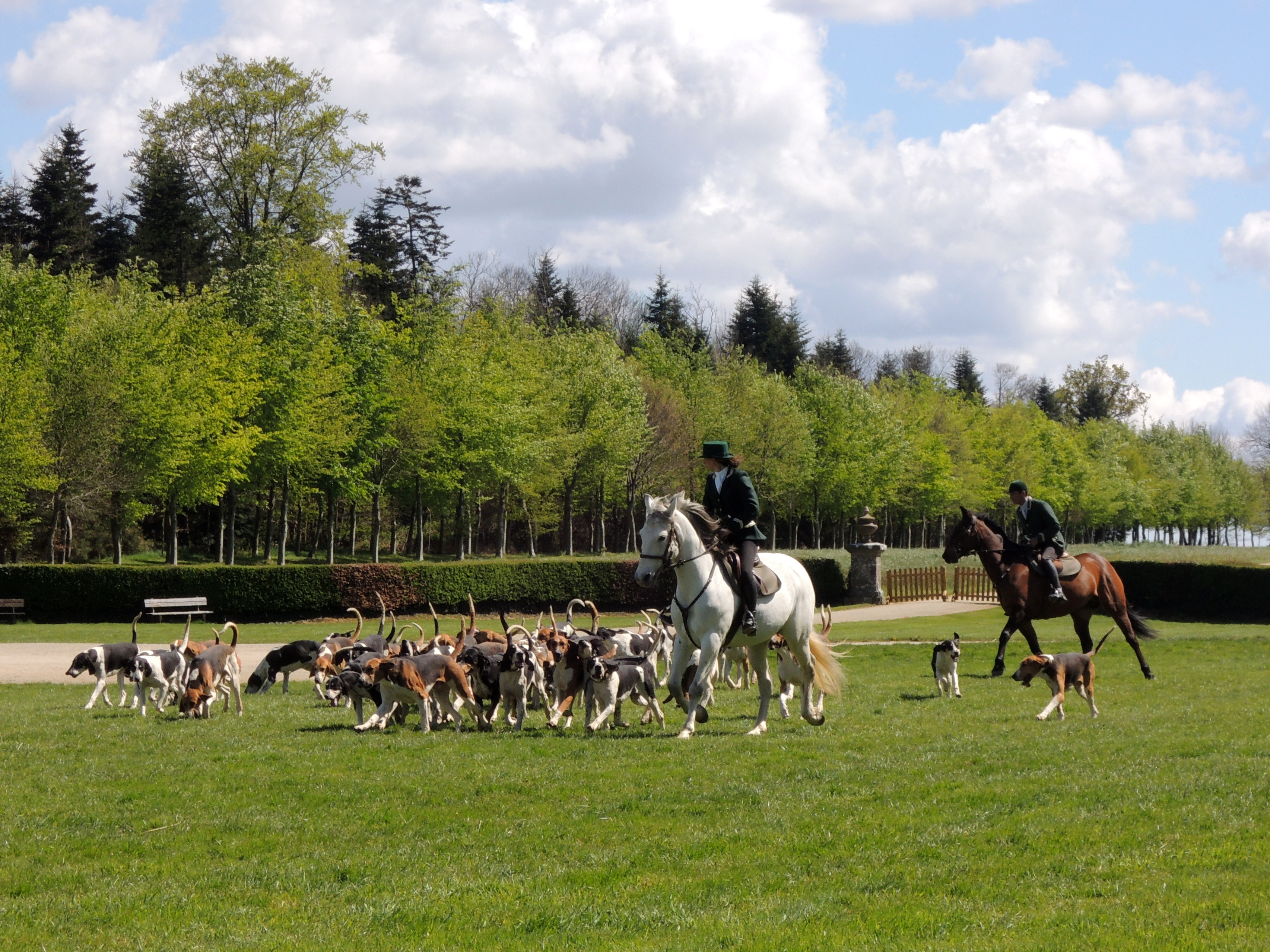
Meute de français tricolores et de français noir et blanc au zoo de la Bourbansais.

Le français blanc et noir est un chien courant. Il est très apprécié dans de nombreux équipages de chevreuil ou le cerf. Cette race est reconnue pour la finesse de nez, son application et sa belle voix. C'est un chien dynamique, téméraire et mordant durant la chasse. 
Le français blanc et noir peut être un chien de compagnie mais il demande beaucoup d'exercice physique, est plutôt indépendant et possède un fort instinct de chasse.